# Molly Picon

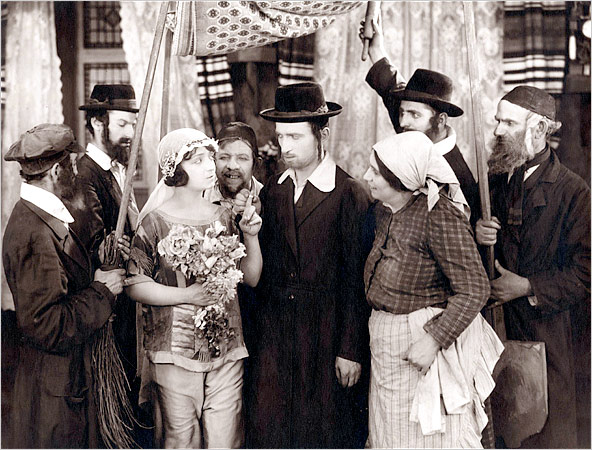
Molly Picon um 1919

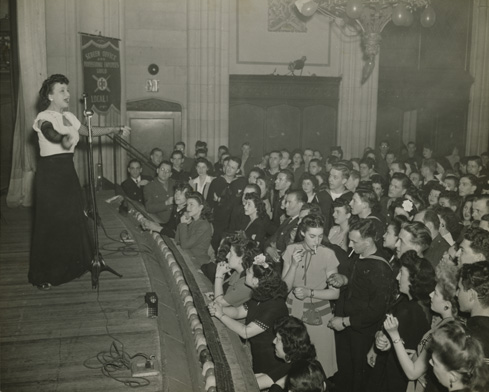
Molly Picon bei einem Auftritt für die U.S.O. am 21. März 1945

Molly Picon, ursprünglich Małka Opiekun (geboren 1. Juni 1898 in New York City; gestorben 5. April 1992 in Lancaster, Pennsylvania, jiddisch: מאָלי פּיקאָן), war eine populäre jüdische  Schauspielerin in den USA. Sie war bekannt für ihre Rollen im jiddischen Theater und Film, später auch in englischsprachigen Produktionen.

## Leben

### Frühe Jahre
Małka wurde 1898 geboren als Tochter der jüdisch-polnischen Einwanderer Clara und Louis (oder Denis) Opiekun. Ihre Karriere begann im Alter von 6 Jahren in einem jiddischen Theater in New York. Im Jahre 1912 hatte sie ihr Debüt im „Arch Street Theater“ und wurde bald ein Star auf den jiddischen Bühnen in der Second Avenue.
1919 heiratete sie Jacob Kalich.
Molly Picon war in den 1920er Jahren so beliebt, dass einige Shows den Namen „Molly“ in ihrem Titel trugen.

### Film
Ihre Filmkarriere begann 1921 in Österreich: Sie debütierte in Otto Kreislers Film Das Judenmädel und spielte in den beiden Goldin-Filmen Hütet eure Töchter (1922) und Ost und West (1923), dem ältesten davon noch erhaltenen Film.
Ost und West handelt in humoristischer Weise von den kulturellen Gegensätzen, die zwischen dem assimilierten New Yorker Judentum und dem orthodoxen, osteuropäischen Judentum bestanden. Picon spielt hier eine in den USA geborene Tochter, die mit ihrem Vater zurück nach Galizien im östlichen Mitteleuropa reist. Ihr Ehemann im wirklichen Leben, Jacob Kalich, spielt einen ihrer Verwandten in Galizien. Hergestellt wurde der Film in Wien von der Listo Film in Koproduktion mit ihrer Molly Picon Film in New York.
Picons bekanntester Film „Yidl mitn Fidl“ (1936) wurde vor Ort in Polen gedreht. In diesem Film trägt sie die meiste Zeit über männliche Kleidung. Im Film werden ein Mädchen und ihr Vater durch Armut dazu gezwungen, als fahrende Musiker auf die Straße zu gehen. Aus Angst vor Gewalttaten verkleidet sie sich als Junge, was zu Problemen führt, als sie sich in einen anderen Musiker der Truppe verliebt.
1938 produzierte Joseph Green nach dem großen Erfolg von Yidl mitn Fidl einen Film extra für sie, Mamele. Die Texte für die Lieder schrieb sie.

### Theaterkarriere
1930 eröffnete sie das „Molly Picon Theater“. Hierbei handelte es sich um das von ihrem Mann gekaufte „Second Avenue Theatre“. Das New Century Theatre trug im Jahr 1943 ebenfalls ihren Namen.
Picon gab 1940 ihr englisches Debüt auf der Bühne. 1961 trat sie in Neil Simons Stück „Come Blow Your Horn“ und in dem Musical „Milch und Honig“ von Jerry Herman auf.
1966 verließ sie die desaströse Produktion „Chu Chem“ während der Probeaufführungen in Philadelphia – die Show wurde geschlossen, bevor sie auf dem Broadway gezeigt werden konnte.

### Englischsprachige Filme
Eine englischsprachige Filmrolle hatte sie in der Filmversion von „Come Blow Your Horn“ (Wenn mein Schlafzimmer sprechen könnte) im Jahre 1963. 1971 spielte sie die Heiratsvermittlerin Yente in der Filmversion des Broadway-Musical-Hits „Fiddler On The Roof“, sowie 1962 in Staffel 2 der US-Fernsehserie Wagen 54, bitte melden in den Episoden „Occupancy, August 1st“ und „Joan Crawford Didn’t Say No“, in welcher sie ebenfalls eine Heiratsvermittlerin darstellte.

### Lebensende
Molly Picon starb im Alter von 93 Jahren am 5. April 1992 in Lancaster (Pennsylvania) an der Alzheimer-Krankheit.

## Filmografie (Auswahl)
- 1921: Das Judenmädel, Regie: Otto Kreisler
- 1922: Hütet eure Töchter, Regie: Sidney M. Goldin
- 1923: Ost und West (Mizrekh un Mayrev), Regie: Ivan Abramson und Sidney M. Goldin
- 1934: A Little Girl with Big Ideas, Regie: Joseph Henabery
- 1936: Yidl mitn Fidl, Regie: Joseph Green und Jan Nowina-Przybylski
- 1938: Let’s Make a Night of It, Regie: Graham Cutts
- 1938: Mamele (Mateczka), Regie: Joseph Green und Konrad Tom
- 1948: Stadt ohne Maske (The Naked City), Regie: Jules Dassin
- 1963: Wenn mein Schlafzimmer sprechen könnte (Come Blow Your Horn), Regie: Bud Yorkin
- 1971: Anatevka (Fiddler on the Roof), Regie: Norman Jewison
- 1974: Bei mir liegst du richtig (For Pete’s Sake), Regie: Peter Yates
- 1981: Auf dem Highway ist die Hölle los (The Cannonball Run), Regie: Hal Needham
- 1984: Auf dem Highway ist wieder die Hölle los (Cannonball Run II), Regie: Hal Needham

## Texte (Auswahl)
Molly Picon schrieb Texte für Lieder in den Film Mamele sowie für Musicals. Sie wurden von Abraham Ellstein vertont.
- Oygn (Augen), 1934, in Eyns un a rekhts, Musical
- Abi Gezun (So lang du gesund bist), 1938, in Mamele
- Ikh zing (Ich sing für dich), 1938, in Mamele
- Mazl (Gut Glück), 1938, in Mamele

- Ikh Vil Es Hern Nokh Amol (Ich will es nochmals hören), 1946, in Ikh bin farlibt, Musical